# Silent Jealousy
„Silent Jealousy” – szósty singel zespołu X JAPAN (wówczas o nazwie X). Wydany 11 września 1991 roku. Utwór zadebiutował na #3 pozycji rankingu Oricon. Struktura utworu jest porównywalna do Kurenai, rozpoczynając się spokojnym intro, wykonanym na jednym instrumencie, a następnie rozwijając kompozycję z gatunku speed metal z elementami symfonicznymi, zawiera również krótki fragment z baletu Jezioro łabędzie Czajkowskiego. Utworem b-side jest alternatywna wersja utworu SADISTIC DESIRE, pierwotnie zawarta na debiutanckim albumie zespołu Vanishing Vision. Koncertowe nagrania utworu Silent Jealousy można znaleźć singlu Say Anything.
Został też nagrany cover do utworu tytułowego przez australijski metalowy zespół Lord, który został użyty jako utwór bonusowy w japońskiej edycji albumu z 2007 roku Ascendence z wokalem Hideaki'ego Niwy. Także fiński powermetalowy zespół Sonata Arctica zagrał cover tego utworu na jednej ze swoich japońskich tras koncertowych.

## Lista utworów
| Nr | Tytuł             | Słowa   | Muzyka  | Czas |
| -- | ----------------- | ------- | ------- | ---- |
| 1. | "Silent Jealousy" | Yoshiki | Yoshiki | 7:19 |
| 2. | "SADISTIC DESIRE" | Yoshiki | hide    | 6:05 |

## Muzycy
- Toshi: wokal
- Yoshiki: perkusja, klawisze
- hide: gitara
- Pata: gitara
- Taiji: gitara basowa
- Współproducent: Naoshi Tsuda
- Mikser: Rich Breen
- Zdjęcia: Bruno (August)
- Zdjęcia (okładka): Michihiro Ikeda